# Pecowin
Pecowin – kompleks przemysłowy przy ul. Mostowej 11 na Grobli w Poznaniu.
Zespół zabudowań fabrycznych, służących dawniej Zakładom Przemysłu Przetworów Żywnościowych Pecowin, które należały do kupca Wincentego Paetza. Zakłady istniały już wcześniej, ale w 1928 zostały przeniesione w to miejsce, do kompleksu zaprojektowanego przez Stefana Sawickiego.
Architektura obiektów należy do bardzo oszczędnej, pozbawiona jest okazałych dekoracji i ornamentów. Główny budynek ma trzy piętra. Oprócz tego zrealizowano garaże i magazyny z dużym zegarem.
Pecowin zaczynał działalność od produkcji octu. Z czasem znacząco się rozwinął i produkował musztardę, marynaty, konserwy jarzynowe i owocowe, marmoladę, ogórki konserwowe w puszkach oraz soki owocowe. Towar eksportowany był nawet do USA.
Z Pecowinem sąsiadował Likwowin (Zjednoczone Fabryki Wódek i Likierów) - Wincenty Paetz był w nich udziałowcem. Obiekty Likwowinu pochodzą z 1930 i zaprojektowane zostały także przez Stefana Sawickiego na rogu ulic Wierzbowej i Mostowej, w równie oszczędnych formach. Jedynie elewacja od strony ul. Wierzbowej nosiła cechy reprezentacyjne. 
Bezpośrednio do zabudowań fabrycznych przylega willa właściciela w formie pałacyku. W pobliżu znajdują się także Muzeum Etnograficzne (dawna Loża Masońska) i Instytut Zachodni, natomiast architekturę przemysłową reprezentuje nieodległa Fabryka Zeylanda.